# مارسيلوس كيمب
مارسيلوس كيمب (بالإنجليزية: Marcelus Kemp)‏ مواليد 18 مايو 1984 في سياتل، هو لاعب كرة سلة أمريكي. بدأ مسيرته الاحترافية في سنة 2008. يبلغ طوله 6 قدم 5 بوصة (2.0 م).

## المسيرة الاحترافية
لعب مع دون بوسكو ليفورنو في الدوري الإيطالي في موسم 2008–2009، ثم لعب مع دينامو باسكت ساساري في موسم 2009–2010، ثم لعب مع فيرتوس بالاكانسترو بولونيا في موسم 2010–2011، ثم لعب مع بشكتاش لكرة السلة في الدوري التركي في موسم 2011–2012، ثم لعب مع منز سانا 1871 باسكت في سنة 2012.

## روابط خارجية
- مارسيلوس كيمب على موقع كرة السلة الأوروبية.كوم (الإنجليزية)
- مارسيلوس كيمب على موقع DraftExpress.com (الإنجليزية)
- مارسيلوس كيمب على موقع كلية كرة السلة في سبورتس رفرنس.كوم (الإنجليزية)
- مارسيلوس كيمب على موقع ريلجم (الإنجليزية)
- مارسيلوس كيمب على موقع بروبوليرز (الإنجليزية)
- مارسيلوس كيمب على موقع سبورتس رفرنس (الإنجليزية)